# Karl Frenzel
Karl August Wilhelm Frezel (født 28. august 1911, død 2. september 1996) var SS-Oberscharführer og den anden kommandant for KZ-lejren Sobibor fra 20. april 1942 til fangeoprør i lejren den 14. oktober 1943. Han var medlem af SS og NSDAP fra 1930 til 1945, hans medlemsnummer i NSDAP var 334.948.
Under forhør indrømmede han i 1963:
”Ud over det rutinemæssige tilintetgørelsesforløb i gaskamrene i lejr III [en underafdeling af lejren, hvor gaskamrene stod] blev jødiske børn såvel som gangbesværede og syge jøder bragt med en smalsporsbane direkte fra modtagelseslejren til det såkaldte lazaret i lejr III.
[…] Reichleitner [kommandant i Sobibór] gav mig til ordre at overtage transporten med smalsporsbanen. Denne opgave har jeg kun udført enkelte gange, for jeg bad Reichleitner om at fritage mig for denne tjeneste, fordi jeg var menneskeligt rystet over det, der foregik der. Efter losningen af togene blev børn og gangbesværede med vold kastet ned i smalsporsvognene, hvorved rystende scener udspillede sig. Menneskene blev til dels adskilt fra deres familier, slået med kolber og slået med piske. De skreg uophørligt, så jeg følte mig ikke denne opgave voksen. Reichleitner efterkom mit ønske og satte derefter [SS-manden Paul] Bredow ind som ledsager ved smalsporsbanen.” 
I 1966 blev han dømt personligt at have myrdet seks jøder og været involveret i mordet på 150.000 mennesker som kommandant for KZ-lejren Sobibor. Han levede i sine sidste år på et alderdomshjem i Garbsen udenfor Hannover, hvor han døde i 1996.